# The Host (film 2013)
The Host è un film del 2013 scritto e diretto da Andrew Niccol, con protagonista Saoirse Ronan. Il film è basato sul romanzo di fantascienza di Stephenie Meyer L'ospite.

## Trama
(Monologo di apertura)
In un futuro non troppo lontano la Terra è stata colonizzata dalle “Anime”, alieni che sfruttano i corpi degli umani tramutandoli in dimore per viandanti interplanetari. Le Anime hanno reso la Terra un pianeta pulito, sicuro e pacifico, ma quasi a costo dell'estinzione umana. Sono pochi, infatti, gli umani sopravvissuti e, tra essi, ci sono Melanie, il suo fratellino Jamie e Jared, con cui instaura una relazione amorosa.
Braccata da una Cercatrice, il cui lavoro è quello di procacciare corpi umani per le nuove Anime in arrivo, Melanie cerca di uccidersi, ma sopravvive e un'Anima detta "Viandante" viene impiantata nel suo corpo. Da quel momento Viandante, sotto continue pressioni della Cercatrice, inizia a scavare nella memoria di Melanie al fine di ottenere informazioni utili per la cattura dei suoi compagni; la mente di Melanie è però sopravvissuta nel suo corpo e si oppone strenuamente a Viandante, arrivando a condizionarne le azioni facendole provare emozioni umane attraverso i propri ricordi.
Resasi conto della situazione, la Cercatrice decide di rimuovere Viandante dal corpo di Melanie per entrarvi lei stessa, con il preciso scopo di ottenere le informazioni che vuole e, una volta riuscitaci, ucciderla; profondamente turbata da tale prospettiva, Viandante accetta di aiutare Melanie a fuggire e andare dal suo guaritore. Una volta in strada, però, Melanie condiziona Viandante e la porta in un'area deserta abitata da suo zio Jeb.
Resasi conto dell'inganno, Viandante tenta di tornare indietro, ma Melanie si oppone, causando la distruzione dell'auto su cui viaggiavano e costringendo così Viandante a farsi guidare attraverso il deserto. Ormai quasi disidratata, Melanie-Viandante viene trovata dallo zio Jeb e da altri sopravvissuti; non appena questi si rendono conto che è posseduta, vorrebbero ucciderla, ma Jeb lo impedisce.
Imprigionata dalla comunità, Viandante, che Jeb ribattezza "Wanda" (abbreviazione dell'originale Wanderer), viene inizialmente trattata con ostilità ma, dopo aver rivelato che la mente di Melanie è viva dentro di lei, inizia lentamente ad essere accettata e a essere attratta da Ian.
Nel frattempo, la Cercatrice inizia un'ostinata caccia agli umani, arrivando perfino a uccidere, seppur accidentalmente, uno dei propri compagni, pur di fermare due sopravvissuti. Mentre gli altri compagni sopraggiunti le fanno notare che tale ostinazione è inutile, in quanto i pochi umani rimasti non costituiscono più una minaccia, lei insiste con la sua caccia, perché ha lo stesso problema di Viandante: la mente dell'umana che abita è viva e si oppone alla sua volontà. La caccia di Cercatrice si conclude, però, con la sua cattura da parte degli umani, ai quali Wanda ha rivelato che, per liberare un umano dall'Anima, basta incidere una ferita sul collo e aspettare che l'Anima esca da sola.
Poco dopo, Wanda decide di liberare Melanie e farsi uccidere, poiché non potrebbe vivere su un altro pianeta senza quelli che ormai sono diventati suoi amici. È così che Doc, il medico dei sopravvissuti, esegue l'espianto ma, invece di uccidere Wanda, la mette in un crioserbatoio, impiantandola, poi, nel corpo di Pet, un'umana che è rimasta in stato di morte cerebrale dopo la rimozione dell'anima che la ospitava.
Melanie e Wanda proseguono così la loro vita sulla Terra, rispettivamente, al fianco di Jared e Ian e, alcuni mesi dopo, scoprono che vi sono molti altri casi di collaborazione fra umani e Anime "redente".

## Promozione
Il primo trailer è stato reso disponibile il 22 marzo 2012. L'8 giugno 2012 è stato diffuso online il primo teaser trailer italiano del film.

## Distribuzione
Il film è uscito negli Stati Uniti il 29 marzo 2013 e in Italia il 28 marzo, un giorno prima.

## Accoglienza
A fronte di un budget di circa 40 milioni di dollari, il film ne ha incassati 63.365.859 in tutto il mondo.
CinemaScore lo reputa un buon film, attribuendo un B- (in una scala da A+ a F). Su Rotten Tomatoes il film non è stato gradito, con un voto di 3,6/10.